# Sân vận động Angondjé
Sân vận động Angondjé (tiếng Pháp: Stade d'Angondjé) là một sân vận động ở Angondjé, ngoại ô thủ đô Libreville ở Gabon. Sân được gọi là Sân vận động Hữu nghị. Sân vận động được xây dựng trong 20 tháng và được tài trợ bởi chính phủ Gabon và Trung Quốc.
Đây là một trong bốn sân vận động được sử dụng cho Cúp bóng đá châu Phi 2012 và đã tổ chức trận chung kết. Trận đấu bóng đá khai mạc ở đây là trận đấu giữa Gabon và Brasil. Brasil đã giành chiến thắng với tỉ số 2–0.
Việc đặt biểu tượng của đá móng được Bộ trưởng Thể thao Gabon René Ndemezo'o Obiang và Thứ trưởng Trung Quốc Phó Tự Ứng thực hiện vào tháng 4 năm 2010. Sân vận động này được xây dựng trên một khu vực rộng 30 ha bởi công ty Tập đoàn Xây dựng Thượng Hải của Trung Quốc. Công trình hoàn toàn do Trung Quốc tài trợ trong khi Gabon phát triển địa điểm này, bao gồm mang nước và điện, và xây dựng các con đường tiếp cận.
Đây là một trong bốn sân vận động được Gabon sử dụng cho Cúp bóng đá châu Phi 2017 và đã tổ chức trận chung kết.

## Các trận đấu bóng đá quốc tế
| Ngày                | Giải đấu         | Đội #1 | Kết quả | Đội #2 |
| ------------------- | ---------------- | ------ | ------- | ------ |
| 11 tháng 9 năm 2018 | Giao hữu quốc tế | Gabon  | 0–1     | Zambia |